# 이토 준지
이토 준지(일본어: 伊藤 潤二 1963년 7월 31일 ~ )는 일본의 공포만화 작가이다. 대표작으로는 《토미에》, 《소용돌이》, 《공포의 물고기》, 《지옥별 레미나》, 《소이치의 저주 일기》, 《사자의 상사병》 등이 있다. 한국은 1999년부터 시공사에서 《공포만화 콜렉션》시리즈를 번역, 출판하면서 유명해지기 시작했다. 지금은 대원씨아이, 서울문화사, 학산문화사 등 다양한 출판사에서 그의 작품을 번역, 출판하고 있다. 2021년 제34회 아이스너상 시상식 '최우수 작가/아티스트' 부문에 선정되었다. 2021년과 2022년 각각 제34회, 제35회 아이스너상 시상식 '최우수 북미판 국제작품-아시아' 부문에 《지옥별 레미나》와 《사자의 상사병》이 선정되었다.

## 생애
일본의 기후현에서 태어났다. 유치원생 시절부터 우메즈 카즈오, 고가 신이치 등 저명한 공포만화가들의 작품에 열중하여, 스스로 만화를 그리기 시작했다고 한다. 치과기공사전문학교를 졸업 후 치과기공사로 일하던 중, 1986년 월간 핼러윈에 토미에를 투고했다. 해당 작품은 제1회 우메즈 카즈오 상에 가작 입선하고, 훗날 그의 최대 히트작이 되었다. 이후 대표적인 공포만화가로서 활동하며, 2006년 창조생물화가 이시구로 아야코와 결혼했다.

## 작품 특징
초기의 작품은 필획이나 특수한 앵글의 시점 등에서 오토모 가쓰히로의 영향을 받았다. 현실과 괴리된 미모의 캐릭터의 등장과 인체의 극단적인 변형 및 절단, 불쾌한 감정을 불러일으키는 소재를 섬세하게 작화해내는 능력으로 작품을 보는 독자에게 끈적끈적한 불쾌함과 유쾌함을 동시에 자아내고 있다. 작품 중에는 유머스러워 보이는 장면도 있으나, 이것은 작가가 의도적으로 배치한 것으로 보이는 특징 중 하나이다. 실제로 해학적인 내용의 만화도 창작한 적이 있으나, 이것은 그의 만화에도 큰 영향을 끼친 우메즈 카즈오의 영향이 큰 것으로 보인다. 순정만화가 출신이라는 이야기도 있는데, 이것은 이토가 소녀만화잡지에 《늑골여인》을 실었기 때문에 나온 루머이다.

## 사건 사고
2006년 4월 월간 '호러M'에 기재된 '제19회 호러M신인 만화 대상 기대상 수상작' 중 하나가 이토 준지의 《달팽이 소녀》와 유사하다는 점이 지적되었다. 이에 대해 월간 '호러M' 편집부는 처음엔 표절 의혹을 부정하였으나, 나중에 저작권 침해-표절을 인정하여, 해당 수상작의 수상을 취소하였다.

## 작품 목록
- 이토 준지 걸작집 / 2018 / 전11권 / 시공사

-이토 준지 공포만화 콜렉션 / 1999 / 전16권, 이토 준지 공포박물관 / 2008 / 전10권
-어둠의 목소리 / 2004
-어둠의 목소리 궤담 / 2008
1. 토미에-상
2. 토미에-하
3. 소이치의 저주 일기
4. 사자의 상사병
5. 탈주병이 있는 집
6. 뒷골목
7. 머리 없는 조각상
8. 신음하는 배수관
9. 묘비 마을
10. 프랑켄슈타인
11. 궤담

- 소용돌이(うずまき) / 2010 / 합본판 / 시공사

-소용돌이 / 2000 / 전3권
- 공포의 물고기(ギョ) / 2020 / 합본판 / 서울문화사

-공포의 물고기 / 2002 / 전2권
- 미미의 괴담 / 2022 / 완전판 / 시공사

-미미의 괴담 / 2004
- 이토 준지의 고양이 일기 욘&무(伊藤潤二の猫日記よん&むー - ワイド) / 2010 / 대원씨아이

- 블랙 패러독스(ブラックパラドクス) / 2010 / 시공사

- 지옥별 레미나(地獄星レミナ) / 2010 / 시공사

- 괴담 찌르기 / 2011 / 시공사

키하라 히로카츠 글
- 우국의 라스푸틴(憂國のラスプ-チン) / 2011 / 전6권 / 시공사

사토 마사루 원저, 나가사키 타카시 글
- 마의 파편 / 2015 / 시공사

- 이토 준지 자선 걸작집 / 2016 / 대원씨아이

- 사각 / 2018 / 대원씨아이

- 인간실격 / 2020 / 무삭제판 / 전3권 / 대원씨아이

-인간실격 / 2018 / 전3권 / 대원씨아이
다자이 오사무 원작
- 이토 준지 연구 호러의 심연에서 / 2019 / 시공사

- 산괴담 / 2019 / 대원씨아이

- 이토 준지 단편집 BEST OF BEST / 2020 / 대원씨아이

- 센서 / 2020 / 시공사

- 용해교실 / 2020 / 학산문화사

- 이토 준지 화집 이형세계 / 2020 / 시공사

- 환괴지대 / 2021 / 대원씨아이

- 환괴지대season2 에테르 마을/2022/미우

- 이토준지 자선 걸작집 왜곡(가칭)/2018/아사히 신문 출판

## 미디어믹스
애니메이션화
- 공포의 물고기 / 2012
- 이토 준지 컬렉션 / 2018
- 이토 준지 매니악 / 2023
- 소용돌이

영화화
- 토미에(富江) / 1999
- 토미에: 어나더 페이스 / 1999
- 토미에: 리플레이(富江　replay) / 2000
- 오시키리(押切　The strange story) / 2000
- 소용돌이(うずまき) / 2000
- 사자의 상사병(死びとの恋わずらい) / 2000
- 이토준지 공포 컬렉션 지붕 밑의 머리카락(伊藤潤二 恐怖collection ｢屋根裏の長い髪｣) / 2000
- 이토준지 공포 컬렉션 목매다는 기구(伊藤潤二 恐怖collection ｢首吊り気球｣) / 2000
- 이토준지 공포 컬렉션 악마의 이론(伊藤潤二 恐怖collection ｢悪魔の理論｣) / 2000
- 토미에: 리-버스(富江　rebirth) / 2001
- 가카시(案山子　KAKASHI) / 2001
- 토미에: 금단의 열매(富江　最終章 ―禁断の果実―) / 2002
- 울부짖는 하수구(うめく排水管) / 2004
- 토미에: 비기닝(富江 BEGINNING) / 2005
- 토미에: 리벤지(富江 REVENGE) / 2005
- 토미에 vs 토미에 / 2007
- 토미에: 할리우드 리메이크 / 2008
- 토미에 언리미티드 / 2011